# Laura, del cielo llega la noche
Pour plus de détails, voir Fiche technique et Distribution.
Laura, del cielo llega la noche est un film espagnol réalisé par Gonzalo Herralde, sorti en 1987.

## Synopsis
Laura, fille d'une famille bourgeoise de Barcelone, épouse le riche héritier Tomás de Muntanyola, malgré le fait que leurs vies soient complètement différentes.

## Fiche technique
- Titre : Laura, del cielo llega la noche
- Réalisation : Gonzalo Herralde
- Scénario : Gustau Hernández Mor, Gonzalo Herralde et Enrique Viciano d'après le roman de Miquel Llor
- Musique : Joan Albert Amargós et Jordi Cervelló
- Photographie : Javier Aguirresarobe
- Montage : Ernest Blasi
- Production : Enrique Viciano
- Société de production : Ideas y Producciones Cinematográficas et Laurent Films
- Pays de production :  Espagne
- Genre : Drame
- Durée : 103 minutes
- Dates de sortie : 
  - Espagne : 14 septembre 1987 (Madrid)

## Distribution
- Ángela Molina : Laura
- Juan Diego : Tomás
- Sergi Mateu : Adrián
- Terele Pávez : Teresa

## Distinctions
Le film a été nommé au prix Goya de la meilleure actrice dans un second rôle pour Terele Pávez.